# Lista di asteroidi (598001-599000)
Di seguito una lista di asteroidi dal numero 598001 al 599000 con data di scoperta e scopritore.

## 598001-598100
| Nome     | Designazione provvisoria | Data di scoperta  | Scopritore          |
| -------- | ------------------------ | ----------------- | ------------------- |
| 598001 - | 2008 CZ21                | 8 febbraio 2008   | LINEAR              |
| 598002 - | 2008 CO28                | 11 gennaio 2008   | Spacewatch          |
| 598003 - | 2008 CN38                | 2 febbraio 2008   | Mount Lemmon Survey |
| 598004 - | 2008 CU51                | 5 dicembre 2007   | Mount Lemmon Survey |
| 598005 - | 2008 CF59                | 7 febbraio 2008   | Mount Lemmon Survey |
| 598006 - | 2008 CJ59                | 7 febbraio 2008   | Mount Lemmon Survey |
| 598007 - | 2008 CS69                | 8 febbraio 2008   | Kugel, C. R. F.     |
| 598008 - | 2008 CA72                | 15 dicembre 2007  | Spacewatch          |
| 598009 - | 2008 CG74                | 19 ottobre 2003   | Spacewatch          |
| 598010 - | 2008 CD82                | 7 febbraio 2008   | Spacewatch          |
| 598011 - | 2008 CP82                | 30 dicembre 2007  | Spacewatch          |
| 598012 - | 2008 CF85                | 10 gennaio 2008   | Mount Lemmon Survey |
| 598013 - | 2008 CH95                | 8 febbraio 2008   | Mount Lemmon Survey |
| 598014 - | 2008 CK96                | 4 novembre 2007   | Spacewatch          |
| 598015 - | 2008 CG114               | 10 febbraio 2008  | Spacewatch          |
| 598016 - | 2008 CS114               | 10 febbraio 2008  | Mount Lemmon Survey |
| 598017 - | 2008 CV116               | 19 settembre 2006 | Spacewatch          |
| 598018 - | 2008 CB124               | 7 febbraio 2008   | Mount Lemmon Survey |
| 598019 - | 2008 CN131               | 8 febbraio 2008   | Spacewatch          |
| 598020 - | 2008 CS147               | 19 settembre 2006 | CSS                 |
| 598021 - | 2008 CM160               | 9 febbraio 2008   | Spacewatch          |
| 598022 - | 2008 CC165               | 10 febbraio 2008  | Mount Lemmon Survey |
| 598023 - | 2008 CO178               | 31 gennaio 2008   | CSS                 |
| 598024 - | 2008 CL207               | 13 febbraio 2008  | Mount Lemmon Survey |
| 598025 - | 2008 CZ210               | 2 febbraio 2008   | Spacewatch          |
| 598026 - | 2008 CN220               | 7 febbraio 2008   | Mount Lemmon Survey |
| 598027 - | 2008 CT220               | 10 febbraio 2008  | Mount Lemmon Survey |
| 598028 - | 2008 CV220               | 29 aprile 2014    | Pan-STARRS 1        |
| 598029 - | 2008 CW220               | 8 febbraio 2008   | Spacewatch          |
| 598030 - | 2008 CC221               | 12 febbraio 2008  | Spacewatch          |
| 598031 - | 2008 CM222               | 2 febbraio 2008   | Mount Lemmon Survey |
| 598032 - | 2008 CW222               | 10 febbraio 2008  | Mount Lemmon Survey |
| 598033 - | 2008 CD223               | 20 gennaio 2013   | Mount Lemmon Survey |
| 598034 - | 2008 CE223               | 7 febbraio 2008   | Mount Lemmon Survey |
| 598035 - | 2008 CH223               | 14 marzo 2012     | Mount Lemmon Survey |
| 598036 - | 2008 CV223               | 13 ottobre 2010   | Mount Lemmon Survey |
| 598037 - | 2008 CW225               | 8 febbraio 2008   | Mount Lemmon Survey |
| 598038 - | 2008 CJ228               | 20 settembre 1995 | Spacewatch          |
| 598039 - | 2008 CN228               | 13 febbraio 2008  | Mount Lemmon Survey |
| 598040 - | 2008 CU228               | 8 aprile 2014     | Pan-STARRS 1        |
| 598041 - | 2008 CW228               | 13 gennaio 2008   | Spacewatch          |
| 598042 - | 2008 CP229               | 12 febbraio 2008  | Mount Lemmon Survey |
| 598043 - | 2008 CT229               | 20 gennaio 2013   | Mount Lemmon Survey |
| 598044 - | 2008 CT230               | 2 ottobre 2010    | Spacewatch          |
| 598045 - | 2008 CB233               | 9 febbraio 2008   | Mount Lemmon Survey |
| 598046 - | 2008 CH233               | 28 marzo 2012     | Spacewatch          |
| 598047 - | 2008 CX234               | 5 maggio 2014     | Cerro Tololo-DECam  |
| 598048 - | 2008 CU238               | 8 febbraio 2008   | Spacewatch          |
| 598049 - | 2008 CD242               | 9 febbraio 2008   | Mount Lemmon Survey |
| 598050 - | 2008 CE242               | 12 febbraio 2008  | Spacewatch          |
| 598051 - | 2008 CF247               | 8 febbraio 2008   | Mount Lemmon Survey |
| 598052 - | 2008 DM4                 | 9 febbraio 2008   | Mount Lemmon Survey |
| 598053 - | 2008 DX8                 | 7 febbraio 2008   | Spacewatch          |
| 598054 - | 2008 DF14                | 9 febbraio 2008   | Mount Lemmon Survey |
| 598055 - | 2008 DV34                | 12 gennaio 2008   | Mount Lemmon Survey |
| 598056 - | 2008 DG60                | 28 febbraio 2008  | Spacewatch          |
| 598057 - | 2008 DZ60                | 17 giugno 2005    | Mount Lemmon Survey |
| 598058 - | 2008 DH66                | 28 febbraio 2008  | Spacewatch          |
| 598059 - | 2008 DE72                | 1 febbraio 2008   | Spacewatch          |
| 598060 - | 2008 DY90                | 28 febbraio 2008  | Mount Lemmon Survey |
| 598061 - | 2008 DS91                | 13 gennaio 2011   | Spacewatch          |
| 598062 - | 2008 DT91                | 18 febbraio 2008  | Mount Lemmon Survey |
| 598063 - | 2008 DA93                | 3 febbraio 2008   | Spacewatch          |
| 598064 - | 2008 DC93                | 11 febbraio 2008  | Spacewatch          |
| 598065 - | 2008 DF93                | 16 gennaio 2015   | Pan-STARRS 1        |
| 598066 - | 2008 DM94                | 25 febbraio 2008  | Mount Lemmon Survey |
| 598067 - | 2008 DN97                | 27 febbraio 2008  | Spacewatch          |
| 598068 - | 2008 DO98                | 28 febbraio 2008  | Mount Lemmon Survey |
| 598069 - | 2008 EV3                 | 17 gennaio 2008   | Spacewatch          |
| 598070 - | 2008 EK7                 | 6 marzo 2008      | Hobart, J.          |
| 598071 - | 2008 EV13                | 1 marzo 2008      | Spacewatch          |
| 598072 - | 2008 EN21                | 2 marzo 2008      | Mount Lemmon Survey |
| 598073 - | 2008 ED29                | 4 marzo 2008      | Mount Lemmon Survey |
| 598074 - | 2008 EE31                | 16 giugno 2005    | Mount Lemmon Survey |
| 598075 - | 2008 ES33                | 20 settembre 1995 | Spacewatch          |
| 598076 - | 2008 EC35                | 2 marzo 2008      | Mount Lemmon Survey |
| 598077 - | 2008 EG35                | 2 marzo 2008      | Mount Lemmon Survey |
| 598078 - | 2008 EH35                | 2 marzo 2008      | Mount Lemmon Survey |
| 598079 - | 2008 EJ50                | 28 febbraio 2008  | Mount Lemmon Survey |
| 598080 - | 2008 EC53                | 6 giugno 2005     | Spacewatch          |
| 598081 - | 2008 EV53                | 11 novembre 2006  | Spacewatch          |
| 598082 - | 2008 EU57                | 26 settembre 2006 | Mount Lemmon Survey |
| 598083 - | 2008 EV62                | 9 marzo 2008      | Mount Lemmon Survey |
| 598084 - | 2008 EQ79                | 1 ottobre 2006    | Spacewatch          |
| 598085 - | 2008 EV79                | 9 marzo 2008      | Mount Lemmon Survey |
| 598086 - | 2008 EO87                | 9 marzo 2008      | Mount Lemmon Survey |
| 598087 - | 2008 EY87                | 8 marzo 2008      | Mount Lemmon Survey |
| 598088 - | 2008 EF90                | 5 marzo 2008      | Mount Lemmon Survey |
| 598089 - | 2008 EW95                | 6 marzo 2008      | Mount Lemmon Survey |
| 598090 - | 2008 EK96                | 8 febbraio 2008   | Mount Lemmon Survey |
| 598091 - | 2008 EP96                | 7 marzo 2008      | Mount Lemmon Survey |
| 598092 - | 2008 EN106               | 9 febbraio 2008   | Spacewatch          |
| 598093 - | 2008 EF110               | 1 marzo 2008      | Spacewatch          |
| 598094 - | 2008 EA111               | 20 ottobre 1995   | Spacewatch          |
| 598095 - | 2008 ED113               | 8 marzo 2008      | Spacewatch          |
| 598096 - | 2008 EM125               | 10 marzo 2008     | Mount Lemmon Survey |
| 598097 - | 2008 EO126               | 10 marzo 2008     | Mount Lemmon Survey |
| 598098 - | 2008 ET132               | 10 febbraio 2008  | Spacewatch          |
| 598099 - | 2008 EB133               | 11 marzo 2008     | Mount Lemmon Survey |
| 598100 - | 2008 EH142               | 12 marzo 2008     | Spacewatch          |

## 598101-598200
| Nome     | Designazione provvisoria | Data di scoperta  | Scopritore          |
| -------- | ------------------------ | ----------------- | ------------------- |
| 598101 - | 2008 EQ161               | 8 marzo 2008      | Mount Lemmon Survey |
| 598102 - | 2008 ET168               | 12 marzo 2008     | Spacewatch          |
| 598103 - | 2008 EG172               | 4 marzo 2012      | Mount Lemmon Survey |
| 598104 - | 2008 EH172               | 6 marzo 2008      | Mount Lemmon Survey |
| 598105 - | 2008 EC174               | 13 febbraio 2015  | Mount Lemmon Survey |
| 598106 - | 2008 ED176               | 10 marzo 2008     | Spacewatch          |
| 598107 - | 2008 EG177               | 7 febbraio 2013   | Spacewatch          |
| 598108 - | 2008 EY177               | 25 ottobre 2011   | Pan-STARRS 1        |
| 598109 - | 2008 EX179               | 2 marzo 2013      | Mount Lemmon Survey |
| 598110 - | 2008 ET180               | 2 marzo 2008      | Mount Lemmon Survey |
| 598111 - | 2008 EU181               | 9 febbraio 2008   | Spacewatch          |
| 598112 - | 2008 EY181               | 15 marzo 2008     | Spacewatch          |
| 598113 - | 2008 EM183               | 25 luglio 2015    | Pan-STARRS 1        |
| 598114 - | 2008 EO183               | 10 marzo 2008     | Spacewatch          |
| 598115 - | 2008 EW183               | 15 gennaio 2015   | Mount Lemmon Survey |
| 598116 - | 2008 EL184               | 17 gennaio 2013   | Pan-STARRS 1        |
| 598117 - | 2008 EY185               | 11 giugno 2012    | Pan-STARRS 1        |
| 598118 - | 2008 ER186               | 14 febbraio 2013  | Spacewatch          |
| 598119 - | 2008 EX186               | 25 settembre 2015 | Mount Lemmon Survey |
| 598120 - | 2008 EK187               | 28 marzo 2012     | Spacewatch          |
| 598121 - | 2008 EL189               | 15 agosto 2009    | CSS                 |
| 598122 - | 2008 EP190               | 11 marzo 2008     | Mount Lemmon Survey |
| 598123 - | 2008 ER190               | 7 marzo 2008      | Mount Lemmon Survey |
| 598124 - | 2008 EK191               | 5 marzo 2008      | Mount Lemmon Survey |
| 598125 - | 2008 EZ191               | 6 marzo 2008      | Mount Lemmon Survey |
| 598126 - | 2008 EZ194               | 11 marzo 2008     | Spacewatch          |
| 598127 - | 2008 EA195               | 10 marzo 2008     | Spacewatch          |
| 598128 - | 2008 FJ9                 | 18 settembre 2006 | Spacewatch          |
| 598129 - | 2008 FZ21                | 27 marzo 2008     | Spacewatch          |
| 598130 - | 2008 FC36                | 28 marzo 2008     | Mount Lemmon Survey |
| 598131 - | 2008 FK37                | 28 marzo 2008     | Spacewatch          |
| 598132 - | 2008 FE45                | 28 marzo 2008     | Mount Lemmon Survey |
| 598133 - | 2008 FC49                | 12 marzo 2008     | Spacewatch          |
| 598134 - | 2008 FA52                | 8 marzo 2008      | Spacewatch          |
| 598135 - | 2008 FC53                | 28 marzo 2008     | Spacewatch          |
| 598136 - | 2008 FC54                | 13 marzo 2008     | Spacewatch          |
| 598137 - | 2008 FL58                | 28 marzo 2008     | Mount Lemmon Survey |
| 598138 - | 2008 FZ58                | 10 febbraio 2008  | Spacewatch          |
| 598139 - | 2008 FO60                | 29 marzo 2008     | CSS                 |
| 598140 - | 2008 FH63                | 27 marzo 2008     | Spacewatch          |
| 598141 - | 2008 FP72                | 4 marzo 2008      | Mount Lemmon Survey |
| 598142 - | 2008 FW78                | 27 dicembre 2006  | Mount Lemmon Survey |
| 598143 - | 2008 FC81                | 27 marzo 2008     | Mount Lemmon Survey |
| 598144 - | 2008 FK88                | 28 marzo 2008     | Mount Lemmon Survey |
| 598145 - | 2008 FB91                | 19 novembre 2006  | Spacewatch          |
| 598146 - | 2008 FS109               | 31 marzo 2008     | Mount Lemmon Survey |
| 598147 - | 2008 FJ111               | 27 dicembre 2006  | Mount Lemmon Survey |
| 598148 - | 2008 FM111               | 31 marzo 2008     | Mount Lemmon Survey |
| 598149 - | 2008 FP116               | 13 settembre 2004 | Spacewatch          |
| 598150 - | 2008 FL118               | 14 dicembre 2006  | Spacewatch          |
| 598151 - | 2008 FT131               | 27 marzo 2008     | Mount Lemmon Survey |
| 598152 - | 2008 FR134               | 30 marzo 2008     | Spacewatch          |
| 598153 - | 2008 FG138               | 28 marzo 2008     | Mount Lemmon Survey |
| 598154 - | 2008 FQ139               | 31 marzo 2008     | Mount Lemmon Survey |
| 598155 - | 2008 FB140               | 29 marzo 2008     | Spacewatch          |
| 598156 - | 2008 FK141               | 31 marzo 2008     | Mount Lemmon Survey |
| 598157 - | 2008 FM142               | 19 luglio 2015    | Pan-STARRS 1        |
| 598158 - | 2008 FT142               | 10 marzo 2008     | Spacewatch          |
| 598159 - | 2008 FV142               | 28 marzo 2008     | Mount Lemmon Survey |
| 598160 - | 2008 FZ142               | 9 febbraio 2013   | Pan-STARRS 1        |
| 598161 - | 2008 FO143               | 7 marzo 2013      | Mount Lemmon Survey |
| 598162 - | 2008 FY143               | 16 settembre 2010 | Spacewatch          |
| 598163 - | 2008 FT144               | 21 settembre 2009 | Mount Lemmon Survey |
| 598164 - | 2008 FB146               | 29 marzo 2008     | Spacewatch          |
| 598165 - | 2008 FE146               | 27 marzo 2008     | Mount Lemmon Survey |
| 598166 - | 2008 FU146               | 31 marzo 2008     | Mount Lemmon Survey |
| 598167 - | 2008 FV146               | 27 marzo 2008     | Mount Lemmon Survey |
| 598168 - | 2008 GF3                 | 7 aprile 2008     | Hug, G.             |
| 598169 - | 2008 GH9                 | 1 aprile 2008     | Spacewatch          |
| 598170 - | 2008 GD10                | 1 aprile 2008     | Spacewatch          |
| 598171 - | 2008 GB16                | 2 ottobre 2005    | Mount Lemmon Survey |
| 598172 - | 2008 GG17                | 22 dicembre 2006  | Spacewatch          |
| 598173 - | 2008 GN21                | 12 aprile 2008    | Yeung, W. K. Y.     |
| 598174 - | 2008 GN22                | 1 aprile 2008     | Mount Lemmon Survey |
| 598175 - | 2008 GL27                | 3 aprile 2008     | Spacewatch          |
| 598176 - | 2008 GT28                | 10 marzo 2008     | Spacewatch          |
| 598177 - | 2008 GQ32                | 3 aprile 2008     | Spacewatch          |
| 598178 - | 2008 GC37                | 3 aprile 2008     | Mount Lemmon Survey |
| 598179 - | 2008 GO41                | 4 aprile 2008     | Spacewatch          |
| 598180 - | 2008 GF51                | 5 aprile 2008     | Mount Lemmon Survey |
| 598181 - | 2008 GY52                | 5 aprile 2008     | Mount Lemmon Survey |
| 598182 - | 2008 GV53                | 5 aprile 2008     | Mount Lemmon Survey |
| 598183 - | 2008 GE54                | 5 aprile 2008     | Mount Lemmon Survey |
| 598184 - | 2008 GT54                | 5 aprile 2008     | Mount Lemmon Survey |
| 598185 - | 2008 GH58                | 5 aprile 2008     | Mount Lemmon Survey |
| 598186 - | 2008 GS59                | 12 marzo 2008     | Mount Lemmon Survey |
| 598187 - | 2008 GJ60                | 27 luglio 2005    | NEAT                |
| 598188 - | 2008 GG64                | 5 aprile 2008     | Spacewatch          |
| 598189 - | 2008 GH69                | 6 aprile 2008     | Spacewatch          |
| 598190 - | 2008 GJ70                | 6 aprile 2008     | Mount Lemmon Survey |
| 598191 - | 2008 GY74                | 7 aprile 2008     | Spacewatch          |
| 598192 - | 2008 GP78                | 7 aprile 2008     | Spacewatch          |
| 598193 - | 2008 GA79                | 7 aprile 2008     | Spacewatch          |
| 598194 - | 2008 GQ84                | 8 aprile 2008     | Mount Lemmon Survey |
| 598195 - | 2008 GH86                | 15 marzo 2008     | Mount Lemmon Survey |
| 598196 - | 2008 GQ86                | 9 aprile 2008     | Mount Lemmon Survey |
| 598197 - | 2008 GJ95                | 31 marzo 2008     | Mount Lemmon Survey |
| 598198 - | 2008 GG96                | 8 aprile 2008     | Spacewatch          |
| 598199 - | 2008 GA98                | 4 aprile 2008     | Spacewatch          |
| 598200 - | 2008 GL98                | 8 aprile 2008     | Spacewatch          |

## 598201-598300
| Nome     | Designazione provvisoria | Data di scoperta  | Scopritore          |
| -------- | ------------------------ | ----------------- | ------------------- |
| 598201 - | 2008 GW105               | 11 aprile 2008    | CSS                 |
| 598202 - | 2008 GC108               | 13 aprile 2008    | Mount Lemmon Survey |
| 598203 - | 2008 GS112               | 1 aprile 2008     | CSS                 |
| 598204 - | 2008 GE115               | 11 aprile 2008    | Spacewatch          |
| 598205 - | 2008 GT116               | 14 dicembre 2006  | Mount Lemmon Survey |
| 598206 - | 2008 GF117               | 11 aprile 2008    | Spacewatch          |
| 598207 - | 2008 GS127               | 14 aprile 2008    | Mount Lemmon Survey |
| 598208 - | 2008 GY127               | 14 aprile 2008    | Mount Lemmon Survey |
| 598209 - | 2008 GL129               | 3 aprile 2008     | Spacewatch          |
| 598210 - | 2008 GQ130               | 6 aprile 2008     | Spacewatch          |
| 598211 - | 2008 GE133               | 15 aprile 2008    | Mount Lemmon Survey |
| 598212 - | 2008 GA134               | 11 aprile 2008    | Mount Lemmon Survey |
| 598213 - | 2008 GW137               | 8 aprile 2008     | Spacewatch          |
| 598214 - | 2008 GZ137               | 13 ottobre 1999   | SDSS Collaboration  |
| 598215 - | 2008 GS140               | 11 aprile 2008    | Spacewatch          |
| 598216 - | 2008 GU149               | 3 aprile 2008     | Spacewatch          |
| 598217 - | 2008 GM150               | 3 aprile 2008     | Spacewatch          |
| 598218 - | 2008 GS150               | 11 aprile 2008    | Mount Lemmon Survey |
| 598219 - | 2008 GF151               | 18 aprile 2012    | Mount Lemmon Survey |
| 598220 - | 2008 GH151               | 7 ottobre 2013    | Mount Lemmon Survey |
| 598221 - | 2008 GM151               | 13 aprile 2008    | Mount Lemmon Survey |
| 598222 - | 2008 GV153               | 18 novembre 2011  | Mount Lemmon Survey |
| 598223 - | 2008 GD154               | 18 luglio 2012    | CSS                 |
| 598224 - | 2008 GL156               | 14 aprile 2008    | Mount Lemmon Survey |
| 598225 - | 2008 GC158               | 11 settembre 2010 | Mount Lemmon Survey |
| 598226 - | 2008 GD158               | 6 aprile 2008     | Spacewatch          |
| 598227 - | 2008 GL158               | 5 marzo 2013      | Mount Lemmon Survey |
| 598228 - | 2008 GZ158               | 6 aprile 2008     | Spacewatch          |
| 598229 - | 2008 GQ159               | 21 agosto 2015    | Pan-STARRS 1        |
| 598230 - | 2008 GL160               | 8 aprile 2008     | Mount Lemmon Survey |
| 598231 - | 2008 GX160               | 7 aprile 2008     | Spacewatch          |
| 598232 - | 2008 GA161               | 2 marzo 2013      | Mount Lemmon Survey |
| 598233 - | 2008 GN163               | 14 febbraio 2013  | Pan-STARRS 1        |
| 598234 - | 2008 GC164               | 15 aprile 2008    | Mount Lemmon Survey |
| 598235 - | 2008 GF164               | 19 luglio 2015    | Pan-STARRS 1        |
| 598236 - | 2008 GG164               | 4 aprile 2008     | Mount Lemmon Survey |
| 598237 - | 2008 GH164               | 13 agosto 2015    | Pan-STARRS 1        |
| 598238 - | 2008 GL164               | 15 febbraio 2013  | Pan-STARRS 1        |
| 598239 - | 2008 GX164               | 13 aprile 2008    | Spacewatch          |
| 598240 - | 2008 GK166               | 14 aprile 2008    | Mount Lemmon Survey |
| 598241 - | 2008 GO167               | 7 aprile 2008     | Spacewatch          |
| 598242 - | 2008 GR167               | 15 aprile 2008    | Mount Lemmon Survey |
| 598243 - | 2008 GF168               | 6 aprile 2008     | Mount Lemmon Survey |
| 598244 - | 2008 GB170               | 12 aprile 2008    | Mount Lemmon Survey |
| 598245 - | 2008 GG170               | 15 aprile 2008    | Mount Lemmon Survey |
| 598246 - | 2008 HG7                 | 27 marzo 2008     | Mount Lemmon Survey |
| 598247 - | 2008 HQ9                 | 3 aprile 2008     | Mount Lemmon Survey |
| 598248 - | 2008 HN16                | 25 aprile 2008    | Spacewatch          |
| 598249 - | 2008 HD18                | 31 marzo 2008     | Mount Lemmon Survey |
| 598250 - | 2008 HV20                | 3 aprile 2008     | Spacewatch          |
| 598251 - | 2008 HQ21                | 22 febbraio 2004  | Buie, M. W.         |
| 598252 - | 2008 HE22                | 26 aprile 2008    | Spacewatch          |
| 598253 - | 2008 HW23                | 10 marzo 2002     | Spacewatch          |
| 598254 - | 2008 HU24                | 27 aprile 2008    | Spacewatch          |
| 598255 - | 2008 HT26                | 28 settembre 2006 | CSS                 |
| 598256 - | 2008 HU26                | 6 aprile 2008     | Mount Lemmon Survey |
| 598257 - | 2008 HQ29                | 1 aprile 2008     | Mount Lemmon Survey |
| 598258 - | 2008 HC33                | 6 aprile 2008     | Spacewatch          |
| 598259 - | 2008 HX36                | 30 aprile 2008    | Spacewatch          |
| 598260 - | 2008 HY51                | 29 aprile 2008    | Spacewatch          |
| 598261 - | 2008 HP52                | 29 aprile 2008    | Spacewatch          |
| 598262 - | 2008 HX57                | 1 aprile 2008     | Mount Lemmon Survey |
| 598263 - | 2008 HT62                | 3 aprile 2008     | CSS                 |
| 598264 - | 2008 HW63                | 29 aprile 2008    | Mount Lemmon Survey |
| 598265 - | 2008 HA64                | 29 aprile 2008    | Mount Lemmon Survey |
| 598266 - | 2008 HO66                | 7 novembre 2007   | Mount Lemmon Survey |
| 598267 - | 2008 HZ66                | 30 marzo 2004     | Spacewatch          |
| 598268 - | 2008 HO71                | 25 aprile 2008    | Spacewatch          |
| 598269 - | 2008 HS71                | 23 ottobre 2011   | Pan-STARRS 1        |
| 598270 - | 2008 HT71                | 30 ottobre 2010   | Mount Lemmon Survey |
| 598271 - | 2008 HB72                | 29 aprile 2008    | Mount Lemmon Survey |
| 598272 - | 2008 HD72                | 3 novembre 2012   | Pan-STARRS 1        |
| 598273 - | 2008 HN72                | 21 settembre 2012 | Mount Lemmon Survey |
| 598274 - | 2008 HK74                | 27 aprile 2008    | Spacewatch          |
| 598275 - | 2008 HN75                | 29 aprile 2008    | Spacewatch          |
| 598276 - | 2008 HX75                | 27 aprile 2008    | Spacewatch          |
| 598277 - | 2008 HR77                | 29 aprile 2008    | Spacewatch          |
| 598278 - | 2008 JB2                 | 29 luglio 2005    | LONEOS              |
| 598279 - | 2008 JJ8                 | 1 aprile 2008     | Mount Lemmon Survey |
| 598280 - | 2008 JW9                 | 3 maggio 2008     | Spacewatch          |
| 598281 - | 2008 JL12                | 3 maggio 2008     | Spacewatch          |
| 598282 - | 2008 JL15                | 29 marzo 2008     | Mount Lemmon Survey |
| 598283 - | 2008 JC16                | 3 maggio 2008     | Mount Lemmon Survey |
| 598284 - | 2008 JR24                | 28 settembre 2006 | Spacewatch          |
| 598285 - | 2008 JD27                | 7 maggio 2008     | Mount Lemmon Survey |
| 598286 - | 2008 JE31                | 29 marzo 2008     | Spacewatch          |
| 598287 - | 2008 JB33                | 1 ottobre 2005    | CSS                 |
| 598288 - | 2008 JO33                | 11 maggio 2008    | Mount Lemmon Survey |
| 598289 - | 2008 JE36                | 3 maggio 2008     | Mount Lemmon Survey |
| 598290 - | 2008 JY42                | 26 gennaio 2012   | Pan-STARRS 1        |
| 598291 - | 2008 JZ42                | 9 novembre 2009   | Mount Lemmon Survey |
| 598292 - | 2008 JB46                | 6 maggio 2008     | Mount Lemmon Survey |
| 598293 - | 2008 JC46                | 3 maggio 2008     | Mount Lemmon Survey |
| 598294 - | 2008 JP46                | 10 novembre 2010  | Mount Lemmon Survey |
| 598295 - | 2008 JS46                | 14 maggio 2008    | Mount Lemmon Survey |
| 598296 - | 2008 JU46                | 7 maggio 2008     | Spacewatch          |
| 598297 - | 2008 JA47                | 12 agosto 2015    | Pan-STARRS 1        |
| 598298 - | 2008 JC48                | 19 ottobre 2015   | Pan-STARRS 1        |
| 598299 - | 2008 JN48                | 14 maggio 2008    | Mount Lemmon Survey |
| 598300 - | 2008 JZ48                | 11 maggio 2008    | Spacewatch          |

## 598301-598400
| Nome     | Designazione provvisoria | Data di scoperta  | Scopritore                 |
| -------- | ------------------------ | ----------------- | -------------------------- |
| 598301 - | 2008 JQ50                | 7 maggio 2008     | Mount Lemmon Survey        |
| 598302 - | 2008 JL51                | 3 maggio 2008     | Mount Lemmon Survey        |
| 598303 - | 2008 KR2                 | 27 maggio 2008    | Spacewatch                 |
| 598304 - | 2008 KB4                 | 30 aprile 2008    | Mount Lemmon Survey        |
| 598305 - | 2008 KC10                | 7 maggio 2008     | Mount Lemmon Survey        |
| 598306 - | 2008 KK13                | 14 maggio 2008    | Mount Lemmon Survey        |
| 598307 - | 2008 KL13                | 29 aprile 2008    | Spacewatch                 |
| 598308 - | 2008 KT14                | 14 maggio 2008    | Spacewatch                 |
| 598309 - | 2008 KJ15                | 3 maggio 2008     | Spacewatch                 |
| 598310 - | 2008 KL15                | 27 maggio 2008    | Spacewatch                 |
| 598311 - | 2008 KG16                | 23 febbraio 2007  | Spacewatch                 |
| 598312 - | 2008 KK16                | 27 maggio 2008    | Spacewatch                 |
| 598313 - | 2008 KC26                | 29 maggio 2008    | Mount Lemmon Survey        |
| 598314 - | 2008 KU28                | 8 aprile 2008     | Spacewatch                 |
| 598315 - | 2008 KQ31                | 26 aprile 2008    | Spacewatch                 |
| 598316 - | 2008 KR34                | 31 maggio 2008    | Spacewatch                 |
| 598317 - | 2008 KF36                | 29 maggio 2008    | Mount Lemmon Survey        |
| 598318 - | 2008 KS36                | 29 maggio 2008    | Spacewatch                 |
| 598319 - | 2008 KV36                | 30 aprile 2008    | Mount Lemmon Survey        |
| 598320 - | 2008 KC38                | 30 maggio 2008    | Mount Lemmon Survey        |
| 598321 - | 2008 KK44                | 16 aprile 2016    | Pan-STARRS 1               |
| 598322 - | 2008 KC45                | 28 maggio 2008    | Spacewatch                 |
| 598323 - | 2008 KX45                | 31 maggio 2008    | Mount Lemmon Survey        |
| 598324 - | 2008 KN46                | 4 aprile 2016     | Mount Lemmon Survey        |
| 598325 - | 2008 KJ47                | 27 gennaio 2012   | Mount Lemmon Survey        |
| 598326 - | 2008 KC48                | 12 ottobre 2017   | Mount Lemmon Survey        |
| 598327 - | 2008 KA49                | 29 maggio 2008    | Spacewatch                 |
| 598328 - | 2008 LL1                 | 1 giugno 2008     | Mount Lemmon Survey        |
| 598329 - | 2008 LV2                 | 10 marzo 2008     | Spacewatch                 |
| 598330 - | 2008 LX2                 | 13 aprile 2008    | Mount Lemmon Survey        |
| 598331 - | 2008 LH4                 | 2 giugno 2008     | Mount Lemmon Survey        |
| 598332 - | 2008 LK7                 | 27 maggio 2008    | Spacewatch                 |
| 598333 - | 2008 LA11                | 28 maggio 2008    | Mount Lemmon Survey        |
| 598334 - | 2008 LO17                | 7 giugno 2008     | Cerro Burek                |
| 598335 - | 2008 LO19                | 15 ottobre 2009   | Mount Lemmon Survey        |
| 598336 - | 2008 LQ19                | 22 giugno 2012    | Spacewatch                 |
| 598337 - | 2008 LT19                | 6 giugno 2008     | Spacewatch                 |
| 598338 - | 2008 LR20                | 12 settembre 2015 | Pan-STARRS 1               |
| 598339 - | 2008 MS2                 | 30 giugno 2008    | Spacewatch                 |
| 598340 - | 2008 MV5                 | 10 febbraio 2011  | Mount Lemmon Survey        |
| 598341 - | 2008 NO1                 | 4 luglio 2008     | Apitzsch, R.               |
| 598342 - | 2008 NR5                 | 8 luglio 2008     | Mount Lemmon Survey        |
| 598343 - | 2008 NF6                 | 2 luglio 2008     | Spacewatch                 |
| 598344 - | 2008 OG10                | 26 settembre 2003 | SDSS Collaboration         |
| 598345 - | 2008 OS12                | 28 luglio 2008    | OAM Observatory            |
| 598346 - | 2008 OW14                | 30 luglio 2008    | CSS                        |
| 598347 - | 2008 OB28                | 21 settembre 2012 | Mount Lemmon Survey        |
| 598348 - | 2008 OB30                | 29 luglio 2008    | Spacewatch                 |
| 598349 - | 2008 OX31                | 30 luglio 2008    | Spacewatch                 |
| 598350 - | 2008 OY31                | 29 luglio 2008    | Mount Lemmon Survey        |
| 598351 - | 2008 PE4                 | 3 agosto 2008     | Ferrando, R., Ferrando, M. |
| 598352 - | 2008 PA10                | 4 agosto 2008     | OAM Observatory            |
| 598353 - | 2008 PV13                | 10 agosto 2008    | OAM Observatory            |
| 598354 - | 2008 PR23                | 2 agosto 2008     | Siding Spring Survey       |
| 598355 - | 2008 PY23                | 12 agosto 2008    | Maticic, S.                |
| 598356 - | 2008 PG24                | 7 agosto 2008     | Spacewatch                 |
| 598357 - | 2008 QJ2                 | 30 luglio 2008    | Spacewatch                 |
| 598358 - | 2008 QD7                 | 26 agosto 2008    | OAM Observatory            |
| 598359 - | 2008 QN7                 | 2 agosto 2008     | OAM Observatory            |
| 598360 - | 2008 QM12                | 26 agosto 2008    | OAM Observatory            |
| 598361 - | 2008 QL25                | 29 agosto 2008    | LUSS                       |
| 598362 - | 2008 QW34                | 27 agosto 2008    | Demeautis, C., Lopez, J.   |
| 598363 - | 2008 QT40                | 27 agosto 2008    | Mikuz, B.                  |
| 598364 - | 2008 QE47                | 20 agosto 2008    | Spacewatch                 |
| 598365 - | 2008 QV48                | 25 agosto 2008    | Maticic, S.                |
| 598366 - | 2008 QW48                | 24 agosto 2008    | Spacewatch                 |
| 598367 - | 2008 QZ49                | 24 agosto 2008    | Skvarc, J.                 |
| 598368 - | 2008 QB50                | 5 settembre 1996  | Spacewatch                 |
| 598369 - | 2008 QD51                | 24 agosto 2008    | Spacewatch                 |
| 598370 - | 2008 QP51                | 24 agosto 2008    | Spacewatch                 |
| 598371 - | 2008 RS10                | 21 settembre 2004 | Spacewatch                 |
| 598372 - | 2008 RN15                | 4 settembre 2008  | Spacewatch                 |
| 598373 - | 2008 RM19                | 24 agosto 2008    | Spacewatch                 |
| 598374 - | 2008 RY28                | 2 settembre 2008  | Spacewatch                 |
| 598375 - | 2008 RX37                | 2 settembre 2008  | Spacewatch                 |
| 598376 - | 2008 RO54                | 3 settembre 2008  | Spacewatch                 |
| 598377 - | 2008 RP55                | 3 settembre 2008  | Spacewatch                 |
| 598378 - | 2008 RG61                | 4 settembre 2008  | Spacewatch                 |
| 598379 - | 2008 RY62                | 4 settembre 2008  | Spacewatch                 |
| 598380 - | 2008 RA73                | 6 settembre 2008  | Mount Lemmon Survey        |
| 598381 - | 2008 RQ79                | 2 settembre 2008  | Hug, G.                    |
| 598382 - | 2008 RV84                | 4 settembre 2008  | Spacewatch                 |
| 598383 - | 2008 RX84                | 4 settembre 2008  | Spacewatch                 |
| 598384 - | 2008 RX92                | 6 settembre 2008  | Spacewatch                 |
| 598385 - | 2008 RC125               | 7 settembre 2008  | Mount Lemmon Survey        |
| 598386 - | 2008 RK126               | 2 settembre 2008  | Spacewatch                 |
| 598387 - | 2008 RU126               | 4 settembre 2008  | Spacewatch                 |
| 598388 - | 2008 RT127               | 6 settembre 2008  | Mount Lemmon Survey        |
| 598389 - | 2008 RL129               | 7 settembre 2008  | Mount Lemmon Survey        |
| 598390 - | 2008 RQ138               | 6 settembre 2008  | Spacewatch                 |
| 598391 - | 2008 RE144               | 2 settembre 2008  | Spacewatch                 |
| 598392 - | 2008 RB150               | 7 settembre 2008  | CSS                        |
| 598393 - | 2008 RX155               | 4 settembre 2008  | Spacewatch                 |
| 598394 - | 2008 RD156               | 23 febbraio 2012  | Spacewatch                 |
| 598395 - | 2008 RO156               | 1 agosto 2016     | Pan-STARRS 1               |
| 598396 - | 2008 RZ156               | 7 settembre 2008  | Mount Lemmon Survey        |
| 598397 - | 2008 RR157               | 6 settembre 2008  | Mount Lemmon Survey        |
| 598398 - | 2008 RA162               | 18 ottobre 2009   | Mount Lemmon Survey        |
| 598399 - | 2008 RK163               | 6 settembre 2008  | Mount Lemmon Survey        |
| 598400 - | 2008 RD166               | 6 settembre 2008  | Spacewatch                 |

## 598401-598500
| Nome     | Designazione provvisoria | Data di scoperta  | Scopritore          |
| -------- | ------------------------ | ----------------- | ------------------- |
| 598401 - | 2008 RN166               | 5 settembre 2008  | Spacewatch          |
| 598402 - | 2008 RD169               | 4 settembre 2008  | Spacewatch          |
| 598403 - | 2008 RP170               | 3 settembre 2008  | Spacewatch          |
| 598404 - | 2008 RC172               | 6 settembre 2008  | Mount Lemmon Survey |
| 598405 - | 2008 RH175               | 6 settembre 2008  | Spacewatch          |
| 598406 - | 2008 RR175               | 3 settembre 2008  | Spacewatch          |
| 598407 - | 2008 RZ175               | 2 settembre 2008  | Spacewatch          |
| 598408 - | 2008 RJ180               | 7 settembre 2008  | Mount Lemmon Survey |
| 598409 - | 2008 SA9                 | 21 agosto 2008    | Spacewatch          |
| 598410 - | 2008 SM19                | 30 luglio 2008    | Spacewatch          |
| 598411 - | 2008 SK37                | 20 settembre 2008 | Spacewatch          |
| 598412 - | 2008 SV40                | 20 settembre 2008 | CSS                 |
| 598413 - | 2008 SA49                | 20 settembre 2008 | Mount Lemmon Survey |
| 598414 - | 2008 SG49                | 24 agosto 2008    | Spacewatch          |
| 598415 - | 2008 SG63                | 5 settembre 2008  | Spacewatch          |
| 598416 - | 2008 SL77                | 18 aprile 2007    | Mount Lemmon Survey |
| 598417 - | 2008 SX106               | 7 settembre 2008  | Mount Lemmon Survey |
| 598418 - | 2008 SV108               | 22 settembre 2008 | Mount Lemmon Survey |
| 598419 - | 2008 SH118               | 22 settembre 2008 | Mount Lemmon Survey |
| 598420 - | 2008 SH143               | 10 maggio 2003    | Spacewatch          |
| 598421 - | 2008 SR193               | 25 settembre 2008 | Spacewatch          |
| 598422 - | 2008 SY193               | 25 settembre 2008 | Spacewatch          |
| 598423 - | 2008 SO203               | 26 settembre 2008 | Spacewatch          |
| 598424 - | 2008 SG206               | 26 settembre 2008 | Spacewatch          |
| 598425 - | 2008 SW211               | 29 settembre 2008 | Mount Lemmon Survey |
| 598426 - | 2008 SG213               | 2 settembre 2008  | Spacewatch          |
| 598427 - | 2008 SA214               | 2 settembre 2008  | Spacewatch          |
| 598428 - | 2008 SJ214               | 29 settembre 2008 | Mount Lemmon Survey |
| 598429 - | 2008 SY239               | 21 settembre 2008 | Spacewatch          |
| 598430 - | 2008 SQ241               | 3 settembre 2008  | Spacewatch          |
| 598431 - | 2008 SD245               | 29 settembre 2008 | Mount Lemmon Survey |
| 598432 - | 2008 SR261               | 24 settembre 2008 | Spacewatch          |
| 598433 - | 2008 SK274               | 20 settembre 2008 | Mount Lemmon Survey |
| 598434 - | 2008 SM275               | 4 settembre 2008  | Spacewatch          |
| 598435 - | 2008 SO276               | 24 settembre 2008 | Spacewatch          |
| 598436 - | 2008 SY276               | 24 settembre 2008 | Mount Lemmon Survey |
| 598437 - | 2008 SW311               | 24 settembre 2008 | Mount Lemmon Survey |
| 598438 - | 2008 SB313               | 24 settembre 2008 | Spacewatch          |
| 598439 - | 2008 ST314               | 28 settembre 2008 | Mount Lemmon Survey |
| 598440 - | 2008 SR315               | 12 dicembre 2012  | Spacewatch          |
| 598441 - | 2008 SV319               | 23 settembre 2008 | Mount Lemmon Survey |
| 598442 - | 2008 SU320               | 6 ottobre 2012    | Mount Lemmon Survey |
| 598443 - | 2008 SW324               | 24 settembre 2008 | Spacewatch          |
| 598444 - | 2008 SQ327               | 24 settembre 2008 | Spacewatch          |
| 598445 - | 2008 SW327               | 6 settembre 2008  | Spacewatch          |
| 598446 - | 2008 SZ328               | 22 settembre 2008 | CSS                 |
| 598447 - | 2008 SX331               | 28 settembre 2009 | Spacewatch          |
| 598448 - | 2008 SP333               | 24 settembre 2008 | Spacewatch          |
| 598449 - | 2008 SA334               | 6 aprile 2002     | Cerro Tololo        |
| 598450 - | 2008 SG335               | 27 ottobre 2009   | Mount Lemmon Survey |
| 598451 - | 2008 SW336               | 14 luglio 2013    | Pan-STARRS 1        |
| 598452 - | 2008 SO340               | 23 settembre 2008 | Mount Lemmon Survey |
| 598453 - | 2008 SY340               | 21 settembre 2008 | Spacewatch          |
| 598454 - | 2008 SB346               | 29 settembre 2008 | Mount Lemmon Survey |
| 598455 - | 2008 SQ347               | 20 settembre 2008 | Mount Lemmon Survey |
| 598456 - | 2008 SB348               | 23 settembre 2008 | Spacewatch          |
| 598457 - | 2008 SK349               | 27 settembre 2008 | Mount Lemmon Survey |
| 598458 - | 2008 TM1                 | 29 agosto 2008    | Maticic, S.         |
| 598459 - | 2008 TL3                 | 26 settembre 2013 | CSS                 |
| 598460 - | 2008 TL17                | 6 settembre 2008  | Mount Lemmon Survey |
| 598461 - | 2008 TR22                | 1 ottobre 2008    | Spacewatch          |
| 598462 - | 2008 TE39                | 22 settembre 2008 | Spacewatch          |
| 598463 - | 2008 TN39                | 1 ottobre 2008    | Spacewatch          |
| 598464 - | 2008 TR40                | 1 ottobre 2008    | Mount Lemmon Survey |
| 598465 - | 2008 TB51                | 2 ottobre 2008    | Spacewatch          |
| 598466 - | 2008 TZ58                | 2 ottobre 2008    | Spacewatch          |
| 598467 - | 2008 TA81                | 2 ottobre 2008    | Mount Lemmon Survey |
| 598468 - | 2008 TL82                | 6 settembre 2008  | CSS                 |
| 598469 - | 2008 TN92                | 3 settembre 2008  | Spacewatch          |
| 598470 - | 2008 TH97                | 25 settembre 2008 | Spacewatch          |
| 598471 - | 2008 TY97                | 20 settembre 2008 | Spacewatch          |
| 598472 - | 2008 TN99                | 23 settembre 2008 | Mount Lemmon Survey |
| 598473 - | 2008 TE108               | 9 ottobre 2004    | Spacewatch          |
| 598474 - | 2008 TF113               | 23 settembre 2008 | Spacewatch          |
| 598475 - | 2008 TH119               | 2 settembre 2008  | Spacewatch          |
| 598476 - | 2008 TJ120               | 7 ottobre 2008    | Mount Lemmon Survey |
| 598477 - | 2008 TU137               | 8 ottobre 2008    | Mount Lemmon Survey |
| 598478 - | 2008 TW143               | 9 ottobre 2008    | Mount Lemmon Survey |
| 598479 - | 2008 TB146               | 3 marzo 2006      | Spacewatch          |
| 598480 - | 2008 TP153               | 9 ottobre 2008    | Mount Lemmon Survey |
| 598481 - | 2008 TH156               | 9 ottobre 2008    | Mount Lemmon Survey |
| 598482 - | 2008 TY158               | 1 ottobre 2008    | Mount Lemmon Survey |
| 598483 - | 2008 TS164               | 1 ottobre 2008    | Spacewatch          |
| 598484 - | 2008 TS193               | 1 ottobre 2008    | Mount Lemmon Survey |
| 598485 - | 2008 TV194               | 10 ottobre 2008   | Mount Lemmon Survey |
| 598486 - | 2008 TK196               | 10 ottobre 2008   | Mount Lemmon Survey |
| 598487 - | 2008 TL196               | 9 ottobre 2008    | Spacewatch          |
| 598488 - | 2008 TX196               | 2 ottobre 2008    | Spacewatch          |
| 598489 - | 2008 TW203               | 8 agosto 2012     | Pan-STARRS 1        |
| 598490 - | 2008 TZ203               | 2 ottobre 2008    | Mount Lemmon Survey |
| 598491 - | 2008 TS209               | 9 ottobre 2008    | Mount Lemmon Survey |
| 598492 - | 2008 TF211               | 2 ottobre 2008    | Spacewatch          |
| 598493 - | 2008 TG213               | 19 gennaio 2012   | Spacewatch          |
| 598494 - | 2008 TX213               | 24 agosto 2008    | Spacewatch          |
| 598495 - | 2008 TV214               | 5 aprile 2011     | Spacewatch          |
| 598496 - | 2008 TJ215               | 3 ottobre 2008    | Mount Lemmon Survey |
| 598497 - | 2008 TP215               | 27 ottobre 2017   | Pan-STARRS 1        |
| 598498 - | 2008 TP216               | 1 ottobre 2008    | Mount Lemmon Survey |
| 598499 - | 2008 TO217               | 3 ottobre 2008    | Mount Lemmon Survey |
| 598500 - | 2008 TF218               | 10 ottobre 2008   | Mount Lemmon Survey |

## 598501-598600
| Nome     | Designazione provvisoria | Data di scoperta  | Scopritore          |
| -------- | ------------------------ | ----------------- | ------------------- |
| 598501 - | 2008 TV220               | 9 ottobre 2008    | Mount Lemmon Survey |
| 598502 - | 2008 TR221               | 6 ottobre 2008    | Mount Lemmon Survey |
| 598503 - | 2008 TD223               | 10 ottobre 2008   | Mount Lemmon Survey |
| 598504 - | 2008 TL224               | 10 ottobre 2008   | Mount Lemmon Survey |
| 598505 - | 2008 TN225               | 1 ottobre 2008    | Mount Lemmon Survey |
| 598506 - | 2008 TD226               | 8 ottobre 2008    | Mount Lemmon Survey |
| 598507 - | 2008 TC228               | 7 ottobre 2008    | Mount Lemmon Survey |
| 598508 - | 2008 TZ229               | 10 ottobre 2008   | Mount Lemmon Survey |
| 598509 - | 2008 UL17                | 29 marzo 2004     | Spacewatch          |
| 598510 - | 2008 UU21                | 31 gennaio 2006   | Spacewatch          |
| 598511 - | 2008 UJ46                | 20 ottobre 2008   | Spacewatch          |
| 598512 - | 2008 UT57                | 21 ottobre 2008   | Spacewatch          |
| 598513 - | 2008 UB78                | 21 ottobre 2008   | Spacewatch          |
| 598514 - | 2008 UW78                | 22 ottobre 2008   | Spacewatch          |
| 598515 - | 2008 UJ85                | 23 ottobre 2008   | Mount Lemmon Survey |
| 598516 - | 2008 UZ90                | 25 ottobre 2008   | Hug, G.             |
| 598517 - | 2008 UD103               | 25 settembre 2008 | Spacewatch          |
| 598518 - | 2008 UL108               | 24 settembre 2008 | Spacewatch          |
| 598519 - | 2008 UZ113               | 22 ottobre 2008   | Spacewatch          |
| 598520 - | 2008 UJ118               | 22 ottobre 2008   | Spacewatch          |
| 598521 - | 2008 UC120               | 22 ottobre 2008   | Spacewatch          |
| 598522 - | 2008 UR122               | 22 ottobre 2008   | Spacewatch          |
| 598523 - | 2008 UR134               | 9 aprile 2002     | NEAT                |
| 598524 - | 2008 UH150               | 14 aprile 2007    | Spacewatch          |
| 598525 - | 2008 UV167               | 26 marzo 2007     | Mount Lemmon Survey |
| 598526 - | 2008 UP170               | 8 ottobre 2008    | Spacewatch          |
| 598527 - | 2008 UU180               | 24 ottobre 2008   | Spacewatch          |
| 598528 - | 2008 UL192               | 25 ottobre 2008   | Spacewatch          |
| 598529 - | 2008 UL201               | 20 ottobre 2008   | Spacewatch          |
| 598530 - | 2008 UK209               | 23 ottobre 2008   | Spacewatch          |
| 598531 - | 2008 UM215               | 24 ottobre 2008   | Spacewatch          |
| 598532 - | 2008 UE235               | 26 ottobre 2008   | Mount Lemmon Survey |
| 598533 - | 2008 UQ238               | 26 ottobre 2008   | Spacewatch          |
| 598534 - | 2008 UY244               | 26 ottobre 2008   | Spacewatch          |
| 598535 - | 2008 UM266               | 28 ottobre 2008   | Spacewatch          |
| 598536 - | 2008 UJ271               | 28 ottobre 2008   | Spacewatch          |
| 598537 - | 2008 UL273               | 28 ottobre 2008   | Mount Lemmon Survey |
| 598538 - | 2008 UL275               | 28 ottobre 2008   | Spacewatch          |
| 598539 - | 2008 UN286               | 8 ottobre 2008    | Spacewatch          |
| 598540 - | 2008 UX287               | 21 ottobre 2008   | Spacewatch          |
| 598541 - | 2008 UQ290               | 28 ottobre 2008   | Spacewatch          |
| 598542 - | 2008 UL291               | 8 ottobre 2008    | CSS                 |
| 598543 - | 2008 UM293               | 26 aprile 2006    | Cerro Tololo        |
| 598544 - | 2008 UX293               | 2 aprile 2006     | Spacewatch          |
| 598545 - | 2008 UR319               | 3 agosto 2016     | Pan-STARRS 1        |
| 598546 - | 2008 UJ341               | 24 agosto 2003    | NEAT                |
| 598547 - | 2008 UB366               | 9 novembre 2013   | Mount Lemmon Survey |
| 598548 - | 2008 UN367               | 24 ottobre 2008   | CSS                 |
| 598549 - | 2008 UQ373               | 9 ottobre 2008    | Mount Lemmon Survey |
| 598550 - | 2008 UV373               | 17 dicembre 1999  | Spacewatch          |
| 598551 - | 2008 UW375               | 28 ottobre 2008   | Spacewatch          |
| 598552 - | 2008 UF376               | 18 aprile 2015    | Pan-STARRS 1        |
| 598553 - | 2008 UG376               | 26 febbraio 2014  | CSS                 |
| 598554 - | 2008 UB377               | 28 ottobre 2008   | Spacewatch          |
| 598555 - | 2008 UH379               | 29 ottobre 2008   | Mount Lemmon Survey |
| 598556 - | 2008 UH391               | 31 dicembre 2013  | Spacewatch          |
| 598557 - | 2008 UO395               | 16 gennaio 2011   | Mount Lemmon Survey |
| 598558 - | 2008 UR395               | 29 ottobre 2008   | Mount Lemmon Survey |
| 598559 - | 2008 UY395               | 25 aprile 2015    | Pan-STARRS 1        |
| 598560 - | 2008 UE399               | 14 febbraio 2013  | Pan-STARRS 1        |
| 598561 - | 2008 UM400               | 28 ottobre 2008   | Spacewatch          |
| 598562 - | 2008 UV404               | 29 ottobre 2008   | Spacewatch          |
| 598563 - | 2008 UY404               | 24 ottobre 2008   | Spacewatch          |
| 598564 - | 2008 UF406               | 28 ottobre 2008   | Spacewatch          |
| 598565 - | 2008 UM406               | 27 ottobre 2008   | Mount Lemmon Survey |
| 598566 - | 2008 UV409               | 20 ottobre 2008   | Spacewatch          |
| 598567 - | 2008 UR413               | 25 ottobre 2008   | Mount Lemmon Survey |
| 598568 - | 2008 VM2                 | 26 ottobre 2008   | Spacewatch          |
| 598569 - | 2008 VS5                 | 26 settembre 2008 | Bickel, W.          |
| 598570 - | 2008 VT10                | 2 novembre 2008   | Mount Lemmon Survey |
| 598571 - | 2008 VG12                | 22 gennaio 2006   | Mount Lemmon Survey |
| 598572 - | 2008 VV13                | 3 dicembre 2005   | Mauna Kea           |
| 598573 - | 2008 VW25                | 1 ottobre 2008    | Spacewatch          |
| 598574 - | 2008 VJ26                | 4 luglio 2003     | Spacewatch          |
| 598575 - | 2008 VS29                | 2 novembre 2008   | Mount Lemmon Survey |
| 598576 - | 2008 VA30                | 20 ottobre 2008   | Spacewatch          |
| 598577 - | 2008 VW30                | 24 ottobre 2008   | CSS                 |
| 598578 - | 2008 VF31                | 2 novembre 2008   | Mount Lemmon Survey |
| 598579 - | 2008 VE36                | 6 ottobre 2008    | Mount Lemmon Survey |
| 598580 - | 2008 VM41                | 28 settembre 2008 | Mount Lemmon Survey |
| 598581 - | 2008 VN49                | 4 novembre 2008   | Bickel, W.          |
| 598582 - | 2008 VY54                | 24 settembre 2008 | Spacewatch          |
| 598583 - | 2008 VY57                | 25 ottobre 2008   | LINEAR              |
| 598584 - | 2008 VP58                | 23 settembre 2008 | Spacewatch          |
| 598585 - | 2008 VO63                | 8 novembre 2008   | Mount Lemmon Survey |
| 598586 - | 2008 VS81                | 3 novembre 2008   | CSS                 |
| 598587 - | 2008 VR82                | 2 novembre 2008   | Mount Lemmon Survey |
| 598588 - | 2008 VE83                | 20 ottobre 2012   | Pan-STARRS 1        |
| 598589 - | 2008 VJ83                | 7 novembre 2008   | Mount Lemmon Survey |
| 598590 - | 2008 VJ84                | 15 febbraio 2013  | Pan-STARRS 1        |
| 598591 - | 2008 VV87                | 7 novembre 2008   | Mount Lemmon Survey |
| 598592 - | 2008 VH89                | 8 ottobre 2012    | Mount Lemmon Survey |
| 598593 - | 2008 VD91                | 26 ottobre 2008   | Mount Lemmon Survey |
| 598594 - | 2008 VE98                | 7 novembre 2008   | Mount Lemmon Survey |
| 598595 - | 2008 VK100               | 2 novembre 2008   | Mount Lemmon Survey |
| 598596 - | 2008 VS100               | 2 novembre 2008   | Mount Lemmon Survey |
| 598597 - | 2008 VE102               | 10 settembre 2002 | NEAT                |
| 598598 - | 2008 VP103               | 7 novembre 2008   | Mount Lemmon Survey |
| 598599 - | 2008 VU103               | 2 novembre 2008   | Mount Lemmon Survey |
| 598600 - | 2008 WM1                 | 17 novembre 2008  | Spacewatch          |

## 598601-598700
| Nome     | Designazione provvisoria | Data di scoperta  | Scopritore             |
| -------- | ------------------------ | ----------------- | ---------------------- |
| 598601 - | 2008 WV20                | 26 aprile 2006    | Cerro Tololo           |
| 598602 - | 2008 WX20                | 17 novembre 2008  | Spacewatch             |
| 598603 - | 2008 WT21                | 17 novembre 2008  | Spacewatch             |
| 598604 - | 2008 WD37                | 17 novembre 2008  | Spacewatch             |
| 598605 - | 2008 WZ43                | 17 novembre 2008  | Spacewatch             |
| 598606 - | 2008 WG79                | 20 novembre 2008  | Spacewatch             |
| 598607 - | 2008 WE81                | 26 ottobre 2008   | Spacewatch             |
| 598608 - | 2008 WS84                | 20 novembre 2008  | Spacewatch             |
| 598609 - | 2008 WW86                | 1 ottobre 2008    | Mount Lemmon Survey    |
| 598610 - | 2008 WS88                | 21 novembre 2008  | Spacewatch             |
| 598611 - | 2008 WG95                | 21 novembre 2008  | Cerro Burek            |
| 598612 - | 2008 WK104               | 19 novembre 2008  | Spacewatch             |
| 598613 - | 2008 WK115               | 30 novembre 2008  | Spacewatch             |
| 598614 - | 2008 WT124               | 28 novembre 2008  | Cerro Burek            |
| 598615 - | 2008 WJ127               | 30 novembre 2008  | Mount Lemmon Survey    |
| 598616 - | 2008 WQ135               | 25 marzo 2006     | Spacewatch             |
| 598617 - | 2008 WG144               | 24 novembre 2008  | Mount Lemmon Survey    |
| 598618 - | 2008 WL144               | 30 novembre 2008  | Spacewatch             |
| 598619 - | 2008 WV144               | 20 novembre 2008  | Spacewatch             |
| 598620 - | 2008 WQ146               | 18 novembre 2008  | Spacewatch             |
| 598621 - | 2008 WO147               | 19 novembre 2008  | Mount Lemmon Survey    |
| 598622 - | 2008 WA148               | 10 ottobre 2012   | Spacewatch             |
| 598623 - | 2008 WJ150               | 21 maggio 2015    | Pan-STARRS 1           |
| 598624 - | 2008 WM150               | 18 novembre 2008  | Spacewatch             |
| 598625 - | 2008 WW156               | 20 novembre 2008  | Mount Lemmon Survey    |
| 598626 - | 2008 WL162               | 20 novembre 2008  | Spacewatch             |
| 598627 - | 2008 WP163               | 24 novembre 2008  | Spacewatch             |
| 598628 - | 2008 WT163               | 23 novembre 2008  | Spacewatch             |
| 598629 - | 2008 XQ6                 | 4 dicembre 2008   | LINEAR                 |
| 598630 - | 2008 XY9                 | 2 dicembre 2008   | Mount Lemmon Survey    |
| 598631 - | 2008 XX10                | 10 settembre 2007 | Mount Lemmon Survey    |
| 598632 - | 2008 XB19                | 19 gennaio 2005   | Spacewatch             |
| 598633 - | 2008 XE20                | 20 dicembre 2004  | Mount Lemmon Survey    |
| 598634 - | 2008 XU25                | 4 dicembre 2008   | Mount Lemmon Survey    |
| 598635 - | 2008 XT31                | 30 ottobre 2008   | Spacewatch             |
| 598636 - | 2008 XX53                | 1 dicembre 2008   | Spacewatch             |
| 598637 - | 2008 XP57                | 4 dicembre 2008   | Spacewatch             |
| 598638 - | 2008 XC58                | 6 giugno 2011     | Pan-STARRS 1           |
| 598639 - | 2008 XO58                | 3 ottobre 2011    | PMO NEO Survey Program |
| 598640 - | 2008 XX58                | 1 dicembre 2008   | Spacewatch             |
| 598641 - | 2008 XB59                | 13 novembre 2012  | Mount Lemmon Survey    |
| 598642 - | 2008 XC62                | 18 novembre 2008  | Spacewatch             |
| 598643 - | 2008 XO62                | 7 novembre 2008   | Mount Lemmon Survey    |
| 598644 - | 2008 XX63                | 3 dicembre 2008   | Mount Lemmon Survey    |
| 598645 - | 2008 XF67                | 7 dicembre 2008   | Spacewatch             |
| 598646 - | 2008 YR                  | 19 dicembre 2008  | Hormuth, F.            |
| 598647 - | 2008 YE2                 | 21 dicembre 2008  | LINEAR                 |
| 598648 - | 2008 YW4                 | 21 dicembre 2008  | Sarneczky, K.          |
| 598649 - | 2008 YW46                | 29 dicembre 2008  | Mount Lemmon Survey    |
| 598650 - | 2008 YU47                | 29 dicembre 2008  | Spacewatch             |
| 598651 - | 2008 YK51                | 29 dicembre 2008  | Mount Lemmon Survey    |
| 598652 - | 2008 YD52                | 8 ottobre 2007    | Mount Lemmon Survey    |
| 598653 - | 2008 YL56                | 10 ottobre 2007   | Mount Lemmon Survey    |
| 598654 - | 2008 YK57                | 28 agosto 2003    | AMOS                   |
| 598655 - | 2008 YY58                | 22 dicembre 2003  | Spacewatch             |
| 598656 - | 2008 YF67                | 30 dicembre 2008  | Mount Lemmon Survey    |
| 598657 - | 2008 YS70                | 29 dicembre 2008  | Mount Lemmon Survey    |
| 598658 - | 2008 YT77                | 30 dicembre 2008  | Mount Lemmon Survey    |
| 598659 - | 2008 YP78                | 30 dicembre 2008  | Mount Lemmon Survey    |
| 598660 - | 2008 YV79                | 30 dicembre 2008  | Mount Lemmon Survey    |
| 598661 - | 2008 YO82                | 16 gennaio 2015   | Pan-STARRS 1           |
| 598662 - | 2008 YB83                | 31 dicembre 2008  | Spacewatch             |
| 598663 - | 2008 YA84                | 31 dicembre 2008  | Spacewatch             |
| 598664 - | 2008 YN91                | 29 dicembre 2008  | Mount Lemmon Survey    |
| 598665 - | 2008 YX116               | 29 dicembre 2008  | Spacewatch             |
| 598666 - | 2008 YE122               | 30 dicembre 2008  | Spacewatch             |
| 598667 - | 2008 YT126               | 30 dicembre 2008  | Spacewatch             |
| 598668 - | 2008 YF129               | 8 ottobre 2007    | CSS                    |
| 598669 - | 2008 YS139               | 22 dicembre 2008  | Spacewatch             |
| 598670 - | 2008 YW139               | 30 dicembre 2008  | Spacewatch             |
| 598671 - | 2008 YM145               | 30 dicembre 2008  | Spacewatch             |
| 598672 - | 2008 YY148               | 18 gennaio 2005   | Spacewatch             |
| 598673 - | 2008 YY153               | 21 dicembre 2008  | Mount Lemmon Survey    |
| 598674 - | 2008 YL155               | 22 dicembre 2008  | Spacewatch             |
| 598675 - | 2008 YN176               | 3 giugno 2011     | Mount Lemmon Survey    |
| 598676 - | 2008 YO176               | 21 dicembre 2008  | Mount Lemmon Survey    |
| 598677 - | 2008 YU176               | 17 ottobre 2012   | Pan-STARRS 1           |
| 598678 - | 2008 YT177               | 26 febbraio 2014  | Pan-STARRS 1           |
| 598679 - | 2008 YE178               | 21 dicembre 2008  | CSS                    |
| 598680 - | 2008 YF178               | 24 novembre 2008  | Spacewatch             |
| 598681 - | 2008 YS178               | 30 agosto 2016    | Pan-STARRS 1           |
| 598682 - | 2008 YH180               | 31 dicembre 2008  | Mount Lemmon Survey    |
| 598683 - | 2008 YD182               | 16 ottobre 2012   | Mount Lemmon Survey    |
| 598684 - | 2008 YG185               | 18 ottobre 2012   | Pan-STARRS 1           |
| 598685 - | 2008 YZ185               | 8 aprile 2013     | Spacewatch             |
| 598686 - | 2008 YZ187               | 21 dicembre 2008  | Spacewatch             |
| 598687 - | 2009 AK4                 | 1 gennaio 2009    | Spacewatch             |
| 598688 - | 2009 AR5                 | 4 dicembre 2008   | Mount Lemmon Survey    |
| 598689 - | 2009 AU6                 | 13 settembre 2007 | Mount Lemmon Survey    |
| 598690 - | 2009 AQ12                | 13 settembre 2007 | Mount Lemmon Survey    |
| 598691 - | 2009 AV18                | 2 aprile 2006     | Mount Lemmon Survey    |
| 598692 - | 2009 AW20                | 2 gennaio 2009    | Mount Lemmon Survey    |
| 598693 - | 2009 AK24                | 3 gennaio 2009    | Spacewatch             |
| 598694 - | 2009 AP26                | 2 gennaio 2009    | Spacewatch             |
| 598695 - | 2009 AT27                | 2 gennaio 2009    | Spacewatch             |
| 598696 - | 2009 AJ29                | 24 maggio 2006    | Spacewatch             |
| 598697 - | 2009 AA41                | 2 gennaio 2009    | Spacewatch             |
| 598698 - | 2009 AO41                | 21 gennaio 2009   | Mount Lemmon Survey    |
| 598699 - | 2009 AK49                | 1 gennaio 2009    | Spacewatch             |
| 598700 - | 2009 AC52                | 22 ottobre 2003   | Spacewatch             |

## 598701-598800
| Nome            | Designazione provvisoria | Data di scoperta  | Scopritore                   |
| --------------- | ------------------------ | ----------------- | ---------------------------- |
| 598701 -        | 2009 AY52                | 30 aprile 2011    | Mount Lemmon Survey          |
| 598702 -        | 2009 AG53                | 19 marzo 2013     | Pan-STARRS 1                 |
| 598703 -        | 2009 AC54                | 1 gennaio 2009    | Mount Lemmon Survey          |
| 598704 -        | 2009 AJ54                | 28 marzo 2015     | Pan-STARRS 1                 |
| 598705 -        | 2009 AW54                | 24 giugno 1995    | Spacewatch                   |
| 598706 -        | 2009 AE55                | 10 gennaio 2014   | Mount Lemmon Survey          |
| 598707 -        | 2009 AG55                | 2 gennaio 2009    | Mount Lemmon Survey          |
| 598708 -        | 2009 AK55                | 2 gennaio 2009    | Spacewatch                   |
| 598709 -        | 2009 AL58                | 1 gennaio 2009    | Spacewatch                   |
| 598710 -        | 2009 AS60                | 2 gennaio 2009    | Spacewatch                   |
| 598711 -        | 2009 BY13                | 31 dicembre 2008  | Mount Lemmon Survey          |
| 598712 -        | 2009 BM17                | 17 gennaio 2009   | Mount Lemmon Survey          |
| 598713 -        | 2009 BW23                | 17 gennaio 2009   | Spacewatch                   |
| 598714 -        | 2009 BW36                | 2 gennaio 2009    | Spacewatch                   |
| 598715 -        | 2009 BB37                | 16 gennaio 2009   | Spacewatch                   |
| 598716 -        | 2009 BA50                | 1 ottobre 2003    | LONEOS                       |
| 598717 -        | 2009 BW53                | 1 gennaio 2009    | Mount Lemmon Survey          |
| 598718 -        | 2009 BY53                | 16 gennaio 2009   | Mount Lemmon Survey          |
| 598719 Alegalli | 2009 BO64                | 9 luglio 2002     | Gil-Hutton, R., Licandro, J. |
| 598720 -        | 2009 BN67                | 20 gennaio 2009   | Spacewatch                   |
| 598721 -        | 2009 BF79                | 29 gennaio 2009   | Siding Spring Survey         |
| 598722 -        | 2009 BQ85                | 15 gennaio 2009   | Spacewatch                   |
| 598723 -        | 2009 BC87                | 25 gennaio 2009   | Spacewatch                   |
| 598724 -        | 2009 BH87                | 14 settembre 2007 | Mount Lemmon Survey          |
| 598725 -        | 2009 BO98                | 23 novembre 2008  | Mount Lemmon Survey          |
| 598726 -        | 2009 BJ99                | 29 gennaio 2009   | Mount Lemmon Survey          |
| 598727 -        | 2009 BQ101               | 29 gennaio 2009   | Mount Lemmon Survey          |
| 598728 -        | 2009 BW105               | 25 gennaio 2009   | Spacewatch                   |
| 598729 -        | 2009 BE113               | 3 febbraio 2009   | Spacewatch                   |
| 598730 -        | 2009 BZ115               | 16 gennaio 2009   | Mount Lemmon Survey          |
| 598731 -        | 2009 BO116               | 29 gennaio 2009   | Spacewatch                   |
| 598732 -        | 2009 BG131               | 31 gennaio 2009   | Mount Lemmon Survey          |
| 598733 -        | 2009 BT140               | 31 dicembre 2008  | Mount Lemmon Survey          |
| 598734 -        | 2009 BK141               | 20 gennaio 2009   | Spacewatch                   |
| 598735 -        | 2009 BV146               | 16 ottobre 2007   | Spacewatch                   |
| 598736 -        | 2009 BT153               | 2 aprile 2006     | Spacewatch                   |
| 598737 -        | 2009 BE160               | 30 gennaio 2009   | Mount Lemmon Survey          |
| 598738 -        | 2009 BC161               | 31 gennaio 2009   | Mount Lemmon Survey          |
| 598739 -        | 2009 BL168               | 24 gennaio 2009   | Cerro Burek                  |
| 598740 -        | 2009 BR170               | 16 gennaio 2009   | Spacewatch                   |
| 598741 -        | 2009 BC178               | 31 gennaio 2009   | Mount Lemmon Survey          |
| 598742 -        | 2009 BN193               | 29 gennaio 2009   | Mount Lemmon Survey          |
| 598743 -        | 2009 BY193               | 25 gennaio 2009   | Spacewatch                   |
| 598744 -        | 2009 BK194               | 25 ottobre 2011   | Pan-STARRS 1                 |
| 598745 -        | 2009 BW194               | 20 gennaio 2009   | Mount Lemmon Survey          |
| 598746 -        | 2009 BN196               | 20 gennaio 2009   | Mount Lemmon Survey          |
| 598747 -        | 2009 BP196               | 12 marzo 2000     | Spacewatch                   |
| 598748 -        | 2009 BK197               | 30 gennaio 2009   | Karge, S., Kling, R.         |
| 598749 -        | 2009 BV197               | 20 gennaio 2009   | CSS                          |
| 598750 -        | 2009 BX198               | 11 marzo 2014     | Spacewatch                   |
| 598751 -        | 2009 BH199               | 9 ottobre 2016    | Mount Lemmon Survey          |
| 598752 -        | 2009 BM199               | 4 settembre 2011  | Pan-STARRS 1                 |
| 598753 -        | 2009 BX199               | 5 dicembre 2016   | Mount Lemmon Survey          |
| 598754 -        | 2009 BK200               | 11 gennaio 2018   | Pan-STARRS 1                 |
| 598755 -        | 2009 BL205               | 18 gennaio 2009   | Spacewatch                   |
| 598756 -        | 2009 BR206               | 31 gennaio 2009   | Mount Lemmon Survey          |
| 598757 -        | 2009 BJ207               | 25 gennaio 2009   | Spacewatch                   |
| 598758 -        | 2009 BM207               | 17 gennaio 2009   | Spacewatch                   |
| 598759 -        | 2009 BQ207               | 20 gennaio 2009   | Spacewatch                   |
| 598760 -        | 2009 BX208               | 18 gennaio 2009   | Spacewatch                   |
| 598761 -        | 2009 BT210               | 31 gennaio 2009   | Spacewatch                   |
| 598762 -        | 2009 BT213               | 25 gennaio 2009   | Spacewatch                   |
| 598763 -        | 2009 CE6                 | 16 gennaio 2009   | Mount Lemmon Survey          |
| 598764 -        | 2009 CW8                 | 15 aprile 2001    | Spacewatch                   |
| 598765 -        | 2009 CA13                | 1 febbraio 2009   | Mount Lemmon Survey          |
| 598766 -        | 2009 CY16                | 1 febbraio 2009   | Mount Lemmon Survey          |
| 598767 -        | 2009 CJ17                | 2 febbraio 2009   | CSS                          |
| 598768 -        | 2009 CU18                | 3 febbraio 2009   | Mount Lemmon Survey          |
| 598769 -        | 2009 CC24                | 1 febbraio 2009   | Spacewatch                   |
| 598770 -        | 2009 CC27                | 1 febbraio 2009   | Spacewatch                   |
| 598771 -        | 2009 CA31                | 1 febbraio 2009   | Spacewatch                   |
| 598772 -        | 2009 CN37                | 4 febbraio 2009   | Mount Lemmon Survey          |
| 598773 -        | 2009 CB41                | 18 gennaio 2009   | Spacewatch                   |
| 598774 -        | 2009 CG48                | 1 febbraio 2009   | Spacewatch                   |
| 598775 -        | 2009 CZ65                | 3 gennaio 2009    | Mount Lemmon Survey          |
| 598776 -        | 2009 CP67                | 3 febbraio 2009   | Spacewatch                   |
| 598777 -        | 2009 CX67                | 3 febbraio 2009   | Spacewatch                   |
| 598778 -        | 2009 CF68                | 1 febbraio 2009   | Spacewatch                   |
| 598779 -        | 2009 CK68                | 2 febbraio 2009   | Spacewatch                   |
| 598780 -        | 2009 CN68                | 3 maggio 2013     | Mount Lemmon Survey          |
| 598781 -        | 2009 CQ68                | 20 ottobre 2014   | Mount Lemmon Survey          |
| 598782 -        | 2009 CB69                | 14 gennaio 2016   | Pan-STARRS 1                 |
| 598783 -        | 2009 CQ69                | 18 gennaio 2009   | Spacewatch                   |
| 598784 -        | 2009 CW69                | 4 gennaio 2016    | Pan-STARRS 1                 |
| 598785 -        | 2009 CH71                | 3 luglio 2011     | Mount Lemmon Survey          |
| 598786 -        | 2009 CA74                | 21 gennaio 2015   | Pan-STARRS 1                 |
| 598787 -        | 2009 CH74                | 3 febbraio 2009   | Spacewatch                   |
| 598788 -        | 2009 CT76                | 1 febbraio 2009   | Spacewatch                   |
| 598789 -        | 2009 CF78                | 2 febbraio 2009   | Mount Lemmon Survey          |
| 598790 -        | 2009 DH3                 | 5 febbraio 2009   | Spacewatch                   |
| 598791 -        | 2009 DA6                 | 1 gennaio 2009    | Mount Lemmon Survey          |
| 598792 -        | 2009 DZ10                | 31 gennaio 2009   | Spacewatch                   |
| 598793 -        | 2009 DK14                | 19 febbraio 2009  | Mount Lemmon Survey          |
| 598794 -        | 2009 DB26                | 12 ottobre 2007   | Mount Lemmon Survey          |
| 598795 -        | 2009 DN36                | 3 gennaio 2009    | Mount Lemmon Survey          |
| 598796 -        | 2009 DY36                | 3 febbraio 2009   | Spacewatch                   |
| 598797 -        | 2009 DW40                | 19 gennaio 2009   | Mount Lemmon Survey          |
| 598798 -        | 2009 DS44                | 31 gennaio 2009   | Mount Lemmon Survey          |
| 598799 -        | 2009 DJ56                | 4 febbraio 2009   | Mount Lemmon Survey          |
| 598800 -        | 2009 DE58                | 15 gennaio 2004   | Spacewatch                   |

## 598801-598900
| Nome           | Designazione provvisoria | Data di scoperta  | Scopritore             |
| -------------- | ------------------------ | ----------------- | ---------------------- |
| 598801 -       | 2009 DC64                | 22 febbraio 2009  | Spacewatch             |
| 598802 -       | 2009 DX65                | 24 settembre 2007 | Spacewatch             |
| 598803 -       | 2009 DW67                | 1 febbraio 2009   | Mount Lemmon Survey    |
| 598804 -       | 2009 DO72                | 22 febbraio 2009  | Spacewatch             |
| 598805 -       | 2009 DZ76                | 19 gennaio 2009   | Mount Lemmon Survey    |
| 598806 -       | 2009 DT87                | 27 febbraio 2009  | Spacewatch             |
| 598807 -       | 2009 DK94                | 28 febbraio 2009  | Mount Lemmon Survey    |
| 598808 -       | 2009 DJ106               | 9 maggio 2002     | NEAT                   |
| 598809 -       | 2009 DG108               | 24 febbraio 2009  | Mount Lemmon Survey    |
| 598810 -       | 2009 DQ114               | 26 febbraio 2009  | Hormuth, F.            |
| 598811 -       | 2009 DG115               | 26 febbraio 2009  | CSS                    |
| 598812 -       | 2009 DG117               | 27 febbraio 2009  | Spacewatch             |
| 598813 -       | 2009 DU119               | 27 febbraio 2009  | Spacewatch             |
| 598814 -       | 2009 DD122               | 27 febbraio 2009  | Spacewatch             |
| 598815 -       | 2009 DJ135               | 19 febbraio 2009  | Spacewatch             |
| 598816 -       | 2009 DO135               | 26 febbraio 2009  | Cerro Burek            |
| 598817 -       | 2009 DD136               | 26 febbraio 2009  | Cerro Burek            |
| 598818 -       | 2009 DZ140               | 27 febbraio 2009  | CSS                    |
| 598819 -       | 2009 DY143               | 31 gennaio 2009   | Spacewatch             |
| 598820 -       | 2009 DX145               | 3 novembre 2007   | Spacewatch             |
| 598821 -       | 2009 DY145               | 5 dicembre 2012   | Mount Lemmon Survey    |
| 598822 -       | 2009 DU146               | 20 febbraio 2009  | Mount Lemmon Survey    |
| 598823 -       | 2009 DV146               | 13 novembre 2012  | Spacewatch             |
| 598824 -       | 2009 DC147               | 20 febbraio 2009  | Spacewatch             |
| 598825 -       | 2009 DF147               | 20 febbraio 2009  | Spacewatch             |
| 598826 -       | 2009 DN147               | 19 febbraio 2009  | Spacewatch             |
| 598827 -       | 2009 DR147               | 27 febbraio 2009  | CSS                    |
| 598828 -       | 2009 DU147               | 20 febbraio 2009  | Mount Lemmon Survey    |
| 598829 -       | 2009 DA149               | 27 luglio 2017    | Pan-STARRS 1           |
| 598830 -       | 2009 DC149               | 18 gennaio 2009   | Spacewatch             |
| 598831 -       | 2009 DV149               | 27 febbraio 2009  | Mount Lemmon Survey    |
| 598832 -       | 2009 DJ150               | 26 febbraio 2009  | Spacewatch             |
| 598833 -       | 2009 DN151               | 28 febbraio 2009  | Spacewatch             |
| 598834 -       | 2009 DN153               | 28 febbraio 2009  | Spacewatch             |
| 598835 -       | 2009 DG154               | 16 febbraio 2009  | Spacewatch             |
| 598836 -       | 2009 DU157               | 16 febbraio 2009  | CSS                    |
| 598837 -       | 2009 EC4                 | 16 marzo 2009     | PMO NEO Survey Program |
| 598838 -       | 2009 ET6                 | 3 febbraio 2009   | Mount Lemmon Survey    |
| 598839 -       | 2009 EJ11                | 2 marzo 2009      | Mount Lemmon Survey    |
| 598840 -       | 2009 EA12                | 2 marzo 2009      | Mount Lemmon Survey    |
| 598841 -       | 2009 EA18                | 19 febbraio 2009  | Spacewatch             |
| 598842 -       | 2009 EF18                | 20 febbraio 2009  | Mount Lemmon Survey    |
| 598843 -       | 2009 EZ30                | 15 marzo 2009     | Spacewatch             |
| 598844 -       | 2009 EM32                | 18 giugno 2013    | Pan-STARRS 1           |
| 598845 -       | 2009 EN33                | 18 maggio 2015    | Pan-STARRS 1           |
| 598846 -       | 2009 EV33                | 14 febbraio 2013  | Spacewatch             |
| 598847 -       | 2009 EQ34                | 2 ottobre 2010    | Spacewatch             |
| 598848 -       | 2009 EF35                | 16 maggio 2013    | Pan-STARRS 1           |
| 598849 -       | 2009 EX38                | 3 marzo 2009      | Mount Lemmon Survey    |
| 598850 -       | 2009 EE39                | 3 marzo 2009      | Mount Lemmon Survey    |
| 598851 -       | 2009 ET40                | 2 marzo 2009      | Mount Lemmon Survey    |
| 598852 -       | 2009 EX41                | 2 marzo 2009      | Spacewatch             |
| 598853 -       | 2009 FE2                 | 17 marzo 2009     | Schwab, E., Kling, R.  |
| 598854 -       | 2009 FZ5                 | 3 febbraio 2009   | Mount Lemmon Survey    |
| 598855 Agerer  | 2009 FC10                | 26 febbraio 2009  | Hormuth, F.            |
| 598856 -       | 2009 FJ16                | 27 febbraio 2009  | Mount Lemmon Survey    |
| 598857 -       | 2009 FA26                | 31 gennaio 2009   | Mount Lemmon Survey    |
| 598858 -       | 2009 FQ33                | 25 marzo 2009     | Mount Lemmon Survey    |
| 598859 -       | 2009 FS33                | 21 novembre 2003  | Spacewatch             |
| 598860 -       | 2009 FA35                | 29 gennaio 2009   | Mount Lemmon Survey    |
| 598861 -       | 2009 FT42                | 28 marzo 2009     | Spacewatch             |
| 598862 -       | 2009 FA46                | 28 marzo 2009     | Mount Lemmon Survey    |
| 598863 -       | 2009 FB49                | 26 marzo 2009     | Mount Lemmon Survey    |
| 598864 -       | 2009 FM49                | 27 marzo 2009     | Mount Lemmon Survey    |
| 598865 -       | 2009 FA57                | 28 marzo 2009     | CSS                    |
| 598866 -       | 2009 FC58                | 29 agosto 2006    | Spacewatch             |
| 598867 -       | 2009 FN67                | 19 marzo 2009     | Mount Lemmon Survey    |
| 598868 -       | 2009 FH80                | 28 febbraio 2009  | Spacewatch             |
| 598869 -       | 2009 FK82                | 10 aprile 2013    | Pan-STARRS 1           |
| 598870 -       | 2009 FA83                | 26 febbraio 2014  | Pan-STARRS 1           |
| 598871 -       | 2009 FD83                | 9 febbraio 2016   | Pan-STARRS 1           |
| 598872 -       | 2009 FO83                | 24 marzo 2009     | Mount Lemmon Survey    |
| 598873 -       | 2009 FZ83                | 8 aprile 2014     | Pan-STARRS 1           |
| 598874 -       | 2009 FH84                | 22 febbraio 2009  | Spacewatch             |
| 598875 -       | 2009 FJ85                | 8 maggio 2014     | Pan-STARRS 1           |
| 598876 -       | 2009 FO85                | 12 giugno 2013    | Pan-STARRS 1           |
| 598877 -       | 2009 FC87                | 7 novembre 2012   | Pan-STARRS 1           |
| 598878 -       | 2009 FL87                | 24 novembre 2014  | Mount Lemmon Survey    |
| 598879 -       | 2009 FZ87                | 31 marzo 2009     | Spacewatch             |
| 598880 -       | 2009 FE91                | 26 marzo 2009     | Mount Lemmon Survey    |
| 598881 -       | 2009 FN91                | 28 marzo 2009     | Mount Lemmon Survey    |
| 598882 -       | 2009 FC92                | 31 marzo 2009     | Spacewatch             |
| 598883 -       | 2009 FJ93                | 19 marzo 2009     | Spacewatch             |
| 598884 -       | 2009 FL93                | 28 marzo 2009     | Spacewatch             |
| 598885 -       | 2009 GW                  | 3 aprile 2009     | Cerro Burek            |
| 598886 -       | 2009 GU7                 | 2 aprile 2009     | Mount Lemmon Survey    |
| 598887 -       | 2009 GA8                 | 5 marzo 2013      | Mount Lemmon Survey    |
| 598888 -       | 2009 HU5                 | 15 marzo 2009     | Spacewatch             |
| 598889 -       | 2009 HT7                 | 2 aprile 2009     | Spacewatch             |
| 598890 -       | 2009 HR9                 | 5 agosto 2005     | NEAT                   |
| 598891 -       | 2009 HB12                | 5 febbraio 2009   | CSS                    |
| 598892 -       | 2009 HR13                | 17 aprile 2009    | CSS                    |
| 598893 -       | 2009 HB15                | 28 marzo 2009     | Spacewatch             |
| 598894 -       | 2009 HF15                | 24 marzo 2009     | Mount Lemmon Survey    |
| 598895 Artjuhs | 2009 HW19                | 16 aprile 2009    | Eglitis, I.            |
| 598896 -       | 2009 HK29                | 29 marzo 2009     | Mount Lemmon Survey    |
| 598897 -       | 2009 HW29                | 19 aprile 2009    | Spacewatch             |
| 598898 -       | 2009 HG30                | 18 marzo 2009     | Spacewatch             |
| 598899 -       | 2009 HR30                | 2 aprile 2009     | Mount Lemmon Survey    |
| 598900 -       | 2009 HV32                | 19 aprile 2009    | Spacewatch             |

## 598901-599000
| Nome     | Designazione provvisoria | Data di scoperta  | Scopritore           |
| -------- | ------------------------ | ----------------- | -------------------- |
| 598901 - | 2009 HZ32                | 19 aprile 2009    | Spacewatch           |
| 598902 - | 2009 HS35                | 20 aprile 2009    | Spacewatch           |
| 598903 - | 2009 HW41                | 4 maggio 2002     | NEAT                 |
| 598904 - | 2009 HU43                | 20 aprile 2009    | Spacewatch           |
| 598905 - | 2009 HC48                | 19 aprile 2009    | Spacewatch           |
| 598906 - | 2009 HL51                | 21 aprile 2009    | Spacewatch           |
| 598907 - | 2009 HV51                | 23 aprile 2009    | Mount Lemmon Survey  |
| 598908 - | 2009 HS52                | 31 marzo 2009     | Spacewatch           |
| 598909 - | 2009 HF61                | 16 ottobre 2007   | Mount Lemmon Survey  |
| 598910 - | 2009 HF67                | 26 aprile 2009    | Spacewatch           |
| 598911 - | 2009 HX69                | 4 novembre 1999   | Spacewatch           |
| 598912 - | 2009 HB70                | 22 aprile 2009    | Mount Lemmon Survey  |
| 598913 - | 2009 HD72                | 26 aprile 2009    | Mount Lemmon Survey  |
| 598914 - | 2009 HA79                | 18 aprile 2009    | Spacewatch           |
| 598915 - | 2009 HM79                | 18 aprile 2009    | Mount Lemmon Survey  |
| 598916 - | 2009 HP81                | 31 agosto 2005    | Spacewatch           |
| 598917 - | 2009 HZ88                | 24 aprile 2009    | Cerro Burek          |
| 598918 - | 2009 HC89                | 7 novembre 2007   | Spacewatch           |
| 598919 - | 2009 HQ90                | 4 marzo 2005      | Mount Lemmon Survey  |
| 598920 - | 2009 HA96                | 20 aprile 2009    | Mount Lemmon Survey  |
| 598921 - | 2009 HD96                | 21 aprile 2009    | Spacewatch           |
| 598922 - | 2009 HX99                | 22 aprile 2009    | Mount Lemmon Survey  |
| 598923 - | 2009 HH102               | 21 aprile 2009    | Spacewatch           |
| 598924 - | 2009 HB103               | 1 aprile 2003     | NEAT                 |
| 598925 - | 2009 HZ105               | 18 dicembre 2007  | Mount Lemmon Survey  |
| 598926 - | 2009 HO109               | 25 ottobre 2000   | Castillo', '.        |
| 598927 - | 2009 HU109               | 16 agosto 2001    | LINEAR               |
| 598928 - | 2009 HV110               | 21 aprile 2009    | Spacewatch           |
| 598929 - | 2009 HF111               | 4 maggio 2009     | Mount Lemmon Survey  |
| 598930 - | 2009 HN111               | 18 aprile 2009    | Spacewatch           |
| 598931 - | 2009 HQ112               | 5 aprile 2014     | Pan-STARRS 1         |
| 598932 - | 2009 HU112               | 26 febbraio 2014  | Pan-STARRS 1         |
| 598933 - | 2009 HC113               | 18 aprile 2009    | Spacewatch           |
| 598934 - | 2009 HR113               | 17 gennaio 2016   | Pan-STARRS 1         |
| 598935 - | 2009 HL114               | 24 aprile 2009    | Mount Lemmon Survey  |
| 598936 - | 2009 HW116               | 28 febbraio 2009  | Spacewatch           |
| 598937 - | 2009 HJ118               | 25 luglio 2015    | Pan-STARRS 1         |
| 598938 - | 2009 HA120               | 5 ottobre 2016    | Mount Lemmon Survey  |
| 598939 - | 2009 HM120               | 16 febbraio 2013  | Spacewatch           |
| 598940 - | 2009 HT123               | 24 aprile 2009    | Mount Lemmon Survey  |
| 598941 - | 2009 HD124               | 22 aprile 2009    | Mount Lemmon Survey  |
| 598942 - | 2009 HR125               | 30 aprile 2009    | Mount Lemmon Survey  |
| 598943 - | 2009 JW2                 | 28 marzo 2009     | Spacewatch           |
| 598944 - | 2009 JY5                 | 13 maggio 2009    | Spacewatch           |
| 598945 - | 2009 JM6                 | 13 maggio 2009    | Spacewatch           |
| 598946 - | 2009 JZ7                 | 13 maggio 2009    | Spacewatch           |
| 598947 - | 2009 JJ8                 | 20 aprile 2009    | Spacewatch           |
| 598948 - | 2009 JG10                | 14 maggio 2009    | Spacewatch           |
| 598949 - | 2009 JG12                | 22 agosto 1995    | Spacewatch           |
| 598950 - | 2009 JT14                | 2 maggio 2009     | Cerro Burek          |
| 598951 - | 2009 JK18                | 15 maggio 2009    | Spacewatch           |
| 598952 - | 2009 JU19                | 11 novembre 2010  | Mount Lemmon Survey  |
| 598953 - | 2009 JE20                | 6 febbraio 2016   | Pan-STARRS 1         |
| 598954 - | 2009 JK20                | 2 maggio 2009     | CSS                  |
| 598955 - | 2009 JS20                | 5 aprile 2014     | Pan-STARRS 1         |
| 598956 - | 2009 JE22                | 13 maggio 2009    | Spacewatch           |
| 598957 - | 2009 JC23                | 1 maggio 2009     | Mount Lemmon Survey  |
| 598958 - | 2009 KM6                 | 13 maggio 2009    | Spacewatch           |
| 598959 - | 2009 KS6                 | 25 maggio 2009    | Mount Lemmon Survey  |
| 598960 - | 2009 KG8                 | 27 maggio 2009    | Teamo, N.            |
| 598961 - | 2009 KO15                | 25 marzo 2009     | Mount Lemmon Survey  |
| 598962 - | 2009 KR16                | 26 maggio 2009    | Spacewatch           |
| 598963 - | 2009 KL18                | 27 maggio 2009    | Mount Lemmon Survey  |
| 598964 - | 2009 KQ21                | 29 maggio 2009    | Bickel, W.           |
| 598965 - | 2009 KT25                | 17 maggio 2009    | Mount Lemmon Survey  |
| 598966 - | 2009 KX28                | 30 maggio 2009    | Bickel, W.           |
| 598967 - | 2009 KO29                | 29 maggio 2009    | Mount Lemmon Survey  |
| 598968 - | 2009 KU29                | 12 febbraio 2008  | Mount Lemmon Survey  |
| 598969 - | 2009 KB38                | 3 giugno 2005     | Siding Spring Survey |
| 598970 - | 2009 KL38                | 29 gennaio 2014   | Spacewatch           |
| 598971 - | 2009 KR38                | 8 novembre 2010   | Mount Lemmon Survey  |
| 598972 - | 2009 KX39                | 14 gennaio 2016   | Pan-STARRS 1         |
| 598973 - | 2009 KB40                | 16 maggio 2009    | Mount Lemmon Survey  |
| 598974 - | 2009 KO40                | 13 giugno 2015    | Pan-STARRS 1         |
| 598975 - | 2009 KV41                | 30 settembre 2010 | Mount Lemmon Survey  |
| 598976 - | 2009 KG42                | 30 maggio 2009    | Mount Lemmon Survey  |
| 598977 - | 2009 KS42                | 17 maggio 2009    | Spacewatch           |
| 598978 - | 2009 KV42                | 28 maggio 2009    | Mount Lemmon Survey  |
| 598979 - | 2009 KW42                | 18 maggio 2009    | Mount Lemmon Survey  |
| 598980 - | 2009 LL1                 | 22 giugno 2004    | Spacewatch           |
| 598981 - | 2009 LP5                 | 14 giugno 2009    | Spacewatch           |
| 598982 - | 2009 MA3                 | 17 giugno 2009    | Spacewatch           |
| 598983 - | 2009 MX12                | 19 giugno 2009    | Mount Lemmon Survey  |
| 598984 - | 2009 NO2                 | 14 luglio 2009    | Spacewatch           |
| 598985 - | 2009 OX1                 | 19 luglio 2009    | Maticic, S.          |
| 598986 - | 2009 OV5                 | 27 luglio 2009    | CSS                  |
| 598987 - | 2009 OT6                 | 26 luglio 2009    | Farra d'Isonzo       |
| 598988 - | 2009 OT7                 | 27 luglio 2009    | Spacewatch           |
| 598989 - | 2009 OG8                 | 28 luglio 2009    | Molnar, L. A.        |
| 598990 - | 2009 OZ11                | 27 luglio 2009    | Spacewatch           |
| 598991 - | 2009 OZ12                | 27 luglio 2009    | Spacewatch           |
| 598992 - | 2009 OK14                | 30 luglio 2009    | CSS                  |
| 598993 - | 2009 ON19                | 28 luglio 2009    | Spacewatch           |
| 598994 - | 2009 OG25                | 24 giugno 2009    | Spacewatch           |
| 598995 - | 2009 OE27                | 29 luglio 2009    | Spacewatch           |
| 598996 - | 2009 OH27                | 13 novembre 2010  | Mount Lemmon Survey  |
| 598997 - | 2009 OL27                | 14 agosto 2014    | Pan-STARRS 1         |
| 598998 - | 2009 OO27                | 31 luglio 2009    | Spacewatch           |
| 598999 - | 2009 OT27                | 29 febbraio 2012  | Mount Lemmon Survey  |
| 599000 - | 2009 ON28                | 29 luglio 2009    | Spacewatch           |